# 모토무라 아오이
모토무라 아오이(일본어: 本村 碧唯, AOI MOTOMURA, 1997년 5월 31일 ~ )는 일본의 여성 아이돌 그룹 HKT48 팀KIV의 멤버이다. =LOVE의 1집싱글 수록곡 스타트의 안무가이다.

## 친구
- 모닝구무스메 리더 이쿠타 에리나

- 모닝구무스메 리더 이쿠타 에리나와 동갑이다.

## 출연작
- PRODUCE 48 (2018년 6월 15일 ~ 2018년 8월 31일, Mnet)